# Маја Спенсер
Маја Спенсер (енгл. Spencer; Сремска Митровица, 3. фебруар 1983), српска је књижевница, кантаутор и џез певачица.

## Биографија
Маја Спенсер је рођена у Сремској Митровици, у Србији. Њена мајка је српско-пољског порекла, а отац српско-македонског. Отац јој је адвокат, а мајка сликарка. Има млађег брата.
У Сремској Митровици је завршила гимназију, а потом се преселила у Београд. Дипломирала је Међународне односе на Факултету политичких наука Универзитета у Београду). Мастер академске студије психологије завршила је на универзитету СНХУ (Southern New Hampshire University).
Спенсер је савременик рата у бившој Југославији, као и НАТО бомбардовања СРЈ 1999. Према њеним речима, “Рат је оно најгоре што се може десити држави… Живот у ратној и постратној атмосфери може да уништи човека, оставља трајне ожиљке, али и да га очврсне, и у великој мери преиспита његов морал. Ако не постанете лоша особа после свега тога, онда сигурно нисте и нећете никада ни бити лоши.
Још као студент интересовала се за питања којима су прожете њене књиге. У почетку је била заинтересована за питања безбедности и манипулације, да би се касније све више окретала психопатологији, социологији, психологији.
Спенсер је позната по екстремном приступу истраживањима која врши за своје књиге.
У више наврата изјавила је да није члан ниједне политичке, религиозне или било какве друге групе.
Говори енглески и шпански језик.

## Радови и дела
- Непотребна размишљања о потребама.  978-86-7712-346-8., (Књига Комерц Београд, 2012)[2])
- Хуманоид ( 978-86-915997-2-0.) (Виртуелна библиотека Србије, 2014)[3])
- Something is wrong.  978-1-5206-1207-2. (Амазон, енглески језик, 2016)[4])
- Needless Thinking about Needs.  978-1-5496-6501-1. (Амазон, енглески језик, 2017)[5])
- Beside Yourself, Around Yourself and Back to Yourself.  979-8372174443. (Амазон, енглески језик, 2023)[6])
- The Empathy Switch. 2024.  9798344203874.

## Музичка каријера
Поред писања Маја Спенсер се бави и РНБ и џез музиком. Сама пише музику, текстове као и аранжмане. Њен стил певања одликује широк распон гласа, као и способност "звиждук регистра" (највиши регистар људског гласа). Аранжман песме "Just a dream" резултат је сарадње са Сонос студиом из Андоре. Песме са оба албума емитоване су на радио станицама широм света, и извођене уживо у европским земљама. У фебруару 2018. године освојила је почасну награду за најинспиративнијег аутора у организацији Обаленд Академије и Едо Реге Фестивала.

## Дискографија

### Синглови
- Try Harder (2017)
- Indestructible (2017)
- Just a Dream (2017)
- I'm Yours (2018)
- Reality (2019)
- Out of the Dark (2021)
- Plastic Soul (2021)
- Plastic Brain (2022)
- You and I (2022)
- Flirting with Infinity (2020)
- Voleo Lineal (2022)
- Living In My Mind (2023)
- Underground Love (2023)
- Jerk (2023)
- Don't Ask A Thing (2023)
- Unbreakable (2023)
- Inspiration (2024)
- Too Far Away (2024)
- Come and Get Me (2024)
- Make Me Believe (2024)
- Fire in the Sky (2024)
- You Can Fool the World (but the Devil Knows)(2024)

### Албуми
- Indestructible (2017)
- Just a Dream (2017)
- Laughing at Unlaughable Jokes (2022)
- Different Kind of Music (2022)